# Roberto Caruso
Pour les articles homonymes, voir Caruso (homonymie).
Roberto Caruso (né le 23 mai 1967 à Sannicandro di Bari, dans la province de Bari, dans la région des Pouilles) est un coureur cycliste italien. Professionnel de 1991 à 1998, il a remporté les Trois vallées varésines à deux reprises.

## Palmarès

### Palmarès amateur
- 1990
  - Gran Premio San Basso
  - Trophée Adolfo Leoni
  - Giro Ciclistico del Cigno
  - La Ciociarissima
  - 4e étape du Tour des régions italiennes
  - 2e du Tour des régions italiennes
  -  Médaillé d'argent du championnat du monde sur route amateurs

### Palmarès professionnel
- 1993
  - Grand Prix de Lugano
  - 3e étape du Tour du Táchira
  - 3e du Tour du Latium

- 1995
  - Trois vallées varésines
  - 2e de la Leeds International Classic

- 1997
  - Trois vallées varésines
  - 2e du Tour de Romagne

## Résultats sur les grands tours

### Tour de France
1 participation
- 1998 : abandon (10e étape)

### Tour d'Italie
4 participations
- 1991 : abandon (12e étape)
- 1993 : 98e
- 1996 : 66e
- 1997 : 76e